# Tethina parvula
Tethina parvula är en tvåvingeart som först beskrevs av Friedrich Hermann Loew 1869.  Tethina parvula ingår i släktet Tethina och familjen Canacidae. Inga underarter finns listade i Catalogue of Life.